# 引又河岸
引又河岸（ひきまたかし）は江戸時代、川越藩によって制定された新河岸川の河岸場。1874年（明治7年）以降は志木河岸と称された。現在の埼玉県志木市に位置する。

## 概要

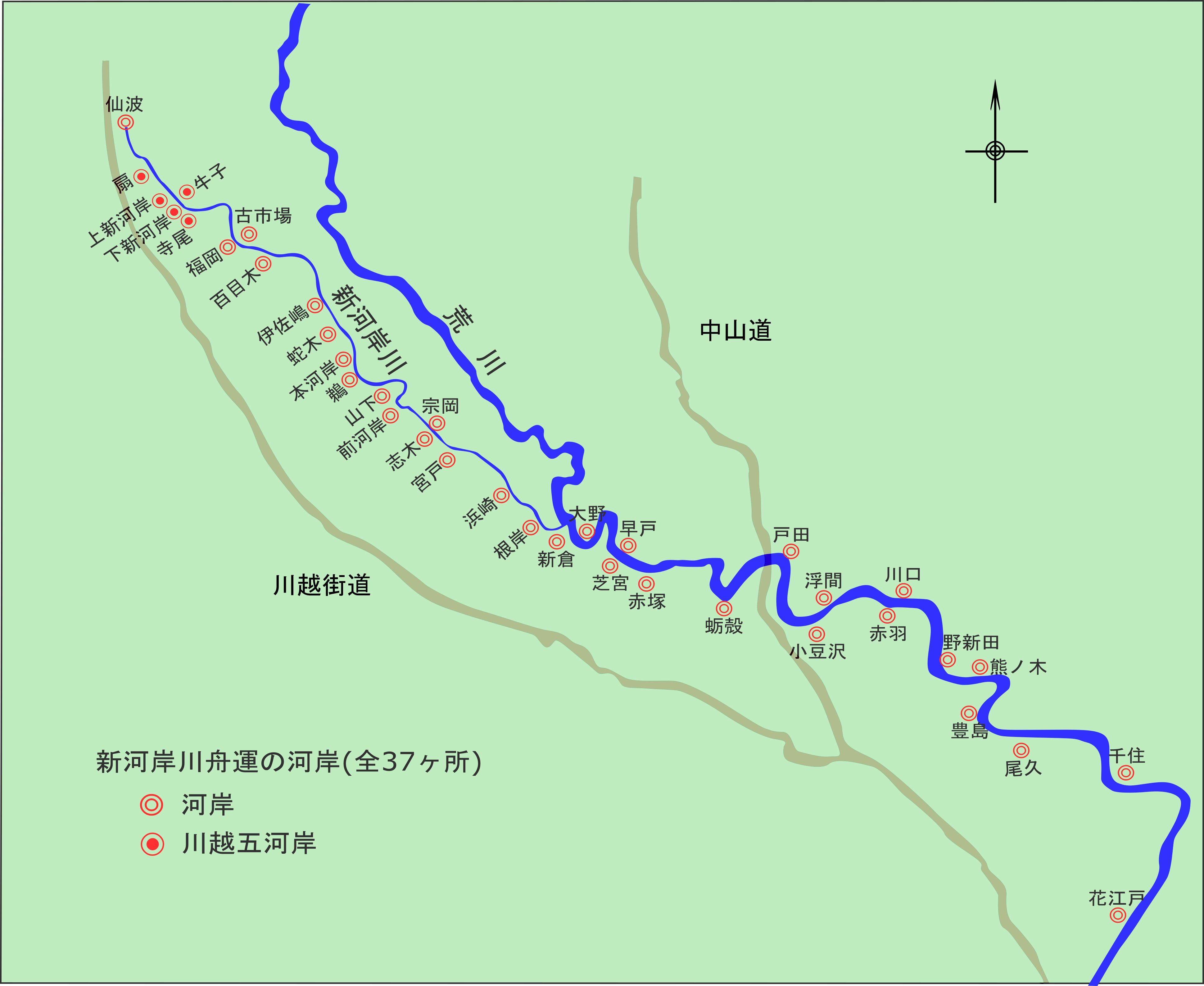
荒川・新河岸川の河岸場

江戸時代前期に新河岸川の舟運が始まると、沿川には多数の河岸場が置かれた。その中で引又河岸は、奥州道（現：志木街道）と新河岸川の交点に位置し、内陸部との交通に恵まれていた為、明暦から寛文年間にかけて、市（六斎市）や宿場（引又宿）が設けられていった。
江戸時代に始まり明治初期に隆盛を極めた新河岸川舟運も、1895年（明治28年）の川越鉄道（現：西武新宿線）、1914年（大正3年）の東上鉄道（現：東武東上線）の開通により衰微した。さらに水害対策のための河川改修により水位が低下したことで船の航行も困難となり、1931年（昭和6年）に通船停止令が出されたことでその役割を終えた。